# Frankenweenie (banda sonora)
La banda sonora de Frankenweenie corresponde a toda la música que fue escrita y compuesta para la película la película animada de Disney, Frankenweenie (2012).
«Frankenweenie (Original Motion Picture Soundtrack)» es el nombre que recibe la banda sonora compuesta por Danny Elfman, mientras que un álbum conceptual titulado «Frankenweenie Unleashed! (Music Inspired by the Motion Picture)», de varios artistas, también fue lanzado la misma fecha. Ambos álbumes fueron lanzados por Walt Disney Records, en diferentes formatos y por descarga digital en múltiples plataformas, incluido en iTunes Store.

## Frankenweenie (Original Motion Picture Soundtrack)

### Lista de canciones
Todas las canciones son compuestas por Danny Elfman.
| N.º   | Título                             | Duración |  |
| 1.    | «Frankenweenie Disney Logo»        | 0:37     |  |
| 2.    | «Main Titles»                      | 2:19     |  |
| 3.    | «Mr. Burgermeister/Noses Meet»     | 2:16     |  |
| 4.    | «Game of Death»                    | 2:20     |  |
| 5.    | «The Funeral»                      | 2:38     |  |
| 6.    | «Electricity»                      | 3:27     |  |
| 7.    | «Re-Animation»                     | 5:15     |  |
| 8.    | «Sparky's Day Out»                 | 1:53     |  |
| 9.    | «Dad's Talk»                       | 0:49     |  |
| 10.   | «The Bride/Edgar Knows»            | 2:19     |  |
| 11.   | «Invisible Fish/Search for Sparky» | 4:41     |  |
| 12.   | «A Premonition»                    | 1:25     |  |
| 13.   | «The Speech»                       | 1:20     |  |
| 14.   | «Mom's Discovery/Farewell»         | 1:29     |  |
| 15.   | «Getting Ready»                    | 2:38     |  |
| 16.   | «Making Monsters»                  | 6:43     |  |
| 17.   | «Pool Monsters Attack»             | 1:50     |  |
| 18.   | «Mad Monster Party»                | 1:58     |  |
| 19.   | «Final Confrontation»              | 2:56     |  |
| 20.   | «Happy Ending»                     | 3:25     |  |
| 21.   | «Alternate Main Titles»            | 2:18     |  |
| 22.   | «Over the Fence»                   | 1:15     |  |
| 55:58 |                                    |          |  |

## Frankenweenie Unleashed!(Music Inspired by the Motion Picture)
Únicamente las pistas «Strange Love» y «Praise Be New Holland» fueron usadas en la película, mientras que los artistas Grace Potter, Kerli, The Plain White T's y Robert Smith aparecieron previamente en el álbum Almost Alice, un álbum recopilatorio similar que consta de temas inspirados de la película Alicia en el país de las maravillas, de Tim Burton, por varios artistas. Por otro lado, el álbum marca la primera colaboración de artistas como AWOLNATION e Imagine Dragons en bandas sonoras de películas.

### Antecedentes
El director de la película, Tim Burton, se acercó a Karen O con la intención de que la cantante escribiera una canción especialmente para la película.  La cantante ha dicho que su canción, «Strange Love», está inspirada en «la misma época de referencias a películas de terror de serie B esparcidas a lo largo de la película. Me fui en la dirección de lo exótico y el calipso estilísticamente porque es una música peculiar y de buen rollo para la época; y cuando agregas un solo de Theremin, es un matrimonio hecho en el cielo. Recuerdo que Beetlejuice me presentó el genio del disco de calipso de Harry Belafonte, así que también quería hacer un guiño a eso». La breve frase "Love, love is Strange", así como su melodía, que se repiten varias veces en «Strange Love», están extraídas directamente del exitoso disco número uno de 1957, «Love Is Strange» de Mickey & Silvia.

### Promoción
Para promocionar su estreno, Walt Disney Records anunció que el álbum sería estrenado en diferentes formatos de música, contando con cuatro ediciones en CD (Dos en versión estándar, una edición exclusiva de Target y una para Japón), tres en digital (Estándar, ITunes y Amazon) y una edición limitada en vinilo, promocionada principalmente en Amazon.
Artistas como Skylar Grey, Passion Pit, Kimbra e Imagine Dragons anunciaron su participación en el álbum los meses previos a su estreno. Asimismo, otros como Finger Eleven, Frank Iero y The Pretty Reckless comentaron que escribieron temas para la película, pero que serían agregados como bonus tracks en diferentes ediciones del soundtrack.
«Strange Love» de Karen O fue promocionado como el tema central de la película y sencillo principal del álbum, apareciendo durante los créditos finales de la película. Para promocionar la canción y la película, Disney lanzó un video musical de la canción el 26 de septiembre de 2012, un día después del estreno del álbum.
En Japón, la canción «WONDER VOLT» de la artista Kaela Kimura fue promocionada como el sencillo principal de la película, siendo agregada a una edición exclusiva en ese país entre las pistas «Strange Love» y «Electric Heart (Stay Forever)». Más tarde, la canción fue incluida en el séptimo álbum de la cantante, «Sync».

### Lista de canciones
| Frankenweenie Unleashed! (Music Inspired by the Motion Picture): Edición Estándar |                                         |                               |          |  |
| N.º                                                                               | Título                                  | Artista(s)                    | Duración |  |
| 1.                                                                                | «Strange Love»                          | Karen O                       | 3:05     |  |
| 2.                                                                                | «Electric Heart (Stay Forever)»         | Neon Trees                    | 4:44     |  |
| 3.                                                                                | «Polartropic (You Don't Understand Me)» | Mark Foster                   | 4:24     |  |
| 4.                                                                                | «Almost There»                          | Passion Pit                   | 4:18     |  |
| 5.                                                                                | «Pet Sematary»                          | Plain White T's               | 3:48     |  |
| 6.                                                                                | «With My Hands»                         | Kimbra                        | 3:35     |  |
| 7.                                                                                | «Everybody's Got A Secret»              | AWOLNATION                    | 3:45     |  |
| 8.                                                                                | «Immortal»                              | Kerli                         | 4:18     |  |
| 9.                                                                                | «My Mechanical Friend»                  | Grace Potter The Flaming Lips | 4:18     |  |
| 10.                                                                               | «Lost Cause»                            | Imagine Dragons               | 3:52     |  |
| 11.                                                                               | «Underground»                           | Grouplove                     | 3:12     |  |
| 12.                                                                               | «Building A Monster»                    | Skylar Grey                   | 4:24     |  |
| 13.                                                                               | «Witchcraft»                            | Robert Smith                  | 4:13     |  |
| 14.                                                                               | «Praise Be New Holland»                 | Winona Ryder                  | 0:54     |  |
| 52:50                                                                             |                                         |                               |          |  |

| Frankenweenie Unleashed! (Music Inspired by the Motion Picture): Edición Exclusiva de Amazon |                 |               |          |  |
| N.º                                                                                          | Título          | Artista(s)    | Duración |  |
| 15.                                                                                          | «Minds On Fire» | Finger Eleven | 3:08     |  |
| 16.                                                                                          | «Hind Legs»     | Sleeper Agent | 2:24     |  |
| 58:22                                                                                        |                 |               |          |  |

| Frankenweenie Unleashed! (Music Inspired by the Motion Picture): Edición Exclusiva de Apple Music |                        |                   |          |  |
| N.º                                                                                               | Título                 | Artista(s)        | Duración |  |
| 15.                                                                                               | «This Song Is A Curse» | Frank Iero        | 2:21     |  |
| 16.                                                                                               | «Lost In You»          | The Royal Concept | 4:07     |  |
| 59:18                                                                                             |                        |                   |          |  |

| Frankenweenie Unleashed! (Music Inspired by the Motion Picture): Edición Exclusiva de Target |                          |                     |          |  |
| N.º                                                                                          | Título                   | Artista(s)          | Duración |  |
| 15.                                                                                          | «Only You»               | The Pretty Reckless | 3:39     |  |
| 16.                                                                                          | «Another Night On Earth» | The Veils           | 3:54     |  |
| 1:00:23                                                                                      |                          |                     |          |  |

| Frankenweenie Unleashed! (Music Inspired by the Motion Picture): Edición Japonesa |                                         |                               |          |  |
| N.º                                                                               | Título                                  | Artista(s)                    | Duración |  |
| 1.                                                                                | «Strange Love»                          | Karen O                       | 3:05     |  |
| 2.                                                                                | «WONDER VOLT»                           | Kaela Kimura                  | 4:16     |  |
| 3.                                                                                | «Electric Heart (Stay Forever)»         | Neon Trees                    | 4:44     |  |
| 4.                                                                                | «Polartropic (You Don't Understand Me)» | Mark Foster                   | 4:24     |  |
| 5.                                                                                | «Almost There»                          | Passion Pit                   | 4:18     |  |
| 6.                                                                                | «Pet Sematary»                          | Plain White T's               | 3:48     |  |
| 7.                                                                                | «With My Hands»                         | Kimbra                        | 3:35     |  |
| 8.                                                                                | «Everybody's Got A Secret»              | AWOLNATION                    | 3:45     |  |
| 9.                                                                                | «Immortal»                              | Kerli                         | 4:18     |  |
| 10.                                                                               | «My Mechanical Friend»                  | Grace Potter The Flaming Lips | 4:18     |  |
| 11.                                                                               | «Lost Cause»                            | Imagine Dragons               | 3:52     |  |
| 12.                                                                               | «Underground»                           | Grouplove                     | 3:12     |  |
| 13.                                                                               | «Building A Monster»                    | Skylar Grey                   | 4:24     |  |
| 14.                                                                               | «Witchcraft»                            | Robert Smith                  | 4:13     |  |
| 15.                                                                               | «Praise Be New Holland»                 | Winona Ryder                  | 0:54     |  |
| 16.                                                                               | «Hind Legs»                             | Sleeper Agent                 | 2:24     |  |
| 59:30                                                                             |                                         |                               |          |  |

### Créditos
Adaptados del booklet de «Frankenweenie Unleashed!».
Strange Love
- Interpretado por Karen O.
- Escrito por Karen Orzolek.
- © 2012 Chrysalis Music LTD/ Chrisalys Songs (BMI). Todos los derechos administrados por Chrysalis Music Group, Inc., A BMG Chrysalys Company. Todos los derechos reservados. Usado con permiso. Wonderland Music Company, Inc. (BMI).
- Producido y Mezclado por JG Thirwell.
- Ingeniería por Reed Black.
- Grabado en “Vinegar Hill Studios”.

℗ 2012 Walt Disney Records
- Karen O: Voz.
- Jaleel Bunton: Guitarra, Ukelele, Bajo, Tamborín y Guitarra de acero.
- Yuske Yamamoto: Vibráfono, Percusión, Piano y Sintetizador.
- JG Thirwell: Teclados Adicionales y Electrónica.

Karen O aparece por cortesía de Polydor Records, a division of Universal Music Operations LTD (U.K)/Interscope Records (Norteamérica)
Electric Heart (Stay Forever)
- Interpretado por Neon Trees.
- Letra y Música por Tyler Glenn.
- © 2012 Downtown DMP Songs (BMI)
- Producido por Justin Meldal-Johnsen.
- Grabado por Scott Wiley en “June Audio Recording Studios” (Provo, Utah).
- Grabación Adicional por Stephen Shirk en “Shirk Music” + “Sound Studios” (Chicago).
- Mezclado por Billy Bush en “Red Razor Studios”

℗ 2012 Walt Disney Records
Neon Trees
- Tyler Glenn: Voz y Teclados.
- Branden Campbell: Bajo.
- Christopher Allen: Guitarras.
- Elaine Bradley: Batería y Voces de fondo.
- Programación y Teclados: Justin Meldal-Johnsen.

Neon Trees aparece por cortesía de Mercury Records/Island Def Jam.
Polartropic (You Don't Understand Me)
- Interpretado por Mark Foster.
- Escrito por Mark Foster.
- Publicado por Smims Coffee and Tea Music Publishing (BMI).
- Producido por Mark Foster e Insom Innis.
- Mezclado por Insom Innis.

℗ 2012 Columbia Records, a division of Sony Music Entertainment.
Mark Foster aparece por cortesía de Columbia Records, en arreglo con Sony Music Licensing.
Almost There
- Interpretado por Passion Pit.
- Escrito por Michael Angelakos.
- Publicado por Sony/ATV Songs LLC/Boat Builder Music Publishing LLC (BMI).
- Producido por Chris Zane y Michael Angelakos.
- Ingeniería y Producción Adicional por Alex Aldi en “Gigantic Studios” (Nueva York, NY)
- Mezclado por Chris Zane y Michael Angelakos en “Gigantic Studios”.

℗ 2012 Columbia Records, a division of Sony Music Entertainment en arreglo con Sony Music Licensing.
Passion Pit
- Michael Angelakos: Voz, Instrumentos y Programación.

Cortesía de Columbia Records.
Pet Sematary
- Interpretado por Plain White T's.
- Escrito por Daniel Rey, Dee Dee Ramone, Joey Ramone y Johnny Ramone.
- Publicado por Warner-Tamerlane Publishing Corp. (BMI) y Rabinowitz Music (BMI).
- Todos los derechos obo Itself y Rabinowitz Music Administrados por Warner-Tamerlane Publishing Corp./Taco Tunes, Inc. (ASCAP). Administrados fuera de los E.U y Canadá por Warner Chappell Music, Inc.
- Producido por Dan Mohanan y Augie Schmidt.
- Mezclado por Joe Zook.

℗ 2012 Walt Disney Records
Plain White T's aparece por cortesía de Hollywood Records.
With My Hands
- Interpretado por Kimbra.
- Escrito por Kimbra Johnson y Damian Taylor.
- Publicado por WM Music Corp. y Kimbra Johnson Pub Designee (NS). Todos los derechos obo itself y Kimbra Johnson Pub Designee. Administrado por WM Music Corp. Todos los derechos reservados./Golden Ratio (ASCAP).
- Producido y Mezclado por Damian Taylor.

℗ 2012 WB Music Corp
Kimbra aparece por cortesía de Warner Bros. Records.
Everybody's Got A Secret
- Interpretado por AWOLNATION.
- Escrito por Aaron R. Bruno.
- Publicado por AWOLNATION Music/Red Bull Media House GMBH (BMI). Todos los derechos administrados por Songs of Kobalt Music Publishing (BMI).
- Producido por Aaron R. Bruno.
- Producción Adicional por Eric Stenman.
- Ingeniería y Mezcla por Eric Stenman.
- Grabado y Mezclado en “Red Bull Studios” (Los Ángeles).

℗ 2012 Walt Disney Records
AWOLNATION
- Aaron R. Bruno: Voz, Guitarras, Sintetizador, Batería y Programación.

AWOLNATION aparece por cortesía de Red Bull Records.
Immortal
- Interpetado por Kerli.
- Escrito por Kerli Koiv, Lindy Robbins y Toby Gad.
- Publicado por Tiny Cute Monster (BMI), Hey Kiddo Music (ASCAP), todos los derechos administrados por Kobalt Songs Music Publishing (BMI), EMI April Music, Inc. obo Itself y Gad Songs,LLC (ASCAP).
- Producido por Toby Gad de Kite Music Productions, LLC.
- Mezclado por Jon Rezin y Toby Gad.

℗ 2012 Walt Disney Records
- Kerli: Voz líder y Voces de fondo.
- Toby Gad: Todos los Instrumentos y Programación.
- John Rezin: Bajo Eléctrico y Edición Vocal.
- Josh Cumbee: Programación Adicional de Cuerdas.

Kerli aparece por cortesía de Island Records.
My Mechanical Friend
- Interpretado por Grace Potter, con The Flaming Lips.
- Música por Grace Potter.
- Letra por Grace Potter y Wayne Coyne.
- Publicado por Seven Peaks Music (ASCAP) obo Hobbitville Music (ASCAP), BMG Platinum Songs/Lovely Sort of Death Music (BMI).
- Producido por Grace Potter, con Rich Costey.
- Producción Adicional por The Flaming Lips.
- Mezclado por Rich Costey, asistido por Chris Kaysch.
- Ingeniería por Mack Hawkins y Grace Potter.
- Grabado en GarageBand en un avión y en “Pink Floor Studio” (Oklahoma City, OK).
- Voces Adicionales Grabadas en “Pink Floor Studio” (Oklahoma City, OK).

℗ 2012 Walt Disney Records
- Grace Potter: Voz, Teclados y Máquina de Ruidos.
- The Flaming Lips
  - Wayne Coyne: Voz.
  - Steven Drozd: Bajo, Batería y Guitarras.

Grace Potter aparece por cortesía de Hollywood Records.
The Flaming Lips aparece por cortesía de Warner Bros. Records.
Lost Cause
- Interpretado por Imagine Dragons.
- Escrito por Dan Reynolds, Alexander Grant y Josh Mosser.
- Publicado por Songs of Universal, Inc./Imagine Dragons Publishing (BMI)/JMosser Music (BMI).
- Producido por Alex Da Kid para KIDinaKORNER, Brandon Darner e Imagine Dragons.
- Grabado por Dan Reynolds y Josh Mosser para KIDinaKORNER en “Westlake Studios” (West Hollywood, California).

℗ 2012 KIDinaKORNER/Interscope Records
Imagine Dragons
- Dan Reynolds: Voz.
- Wayne Sermon: Guitarra.
- Ben McKee: Bajo.
- Daniel Platzman: Batería.

Músicos Adicionales
- J Browz: Bajo y Guitarra Adicional.

Cortesía de Interscope Records, bajo licencia de Universal Music Enterprises.
Underground
- Interpretado por Grouplove.
- Escrito por Christian Zucconi, Hannah Hooper, Andrew Wessen, Sean Gadd y Ryan Rabin.
- Publicado por WB Music Corp. (ASCAP), Christian Zucconi Publishing (ASCAP), Madam H (ASCAP), Andrew Wessen Publishing (ASCAP), Sean Gadd Pub Designee (NS) y NKosi Sikeleli Afrika Music (ASCAP). Todos los derechos obo Itself, Christian Zucconi Publishing, Madam H, Andrew Wessen Publishing y Sean Gadd Pub Designee administrado por WB Music Corp. Todos los derechos reservados.

℗ 2012 Atlantic Recording Corp.
Producido bajo licencia de Atlantic Recording Corp., a Warner Music Company.
Building A Monster
- Interpretado por Skylar Grey.
- Escrito por Holly Haffermann y Alexander Grant.
- Publicado por Songs of Universal (BMI)/Universal Music-Z Songs/Hotel Bravo Music (BMI).
- Producido por Alex Da Kid para KIDinaKORNER.

℗ 2012 KIDinaKORNER/Interscope Records
Cortesía de Interscope Records, bajo licencia de Universal Music Enterprises.
Witchcraft
- Interpretado por Robert Smith.
- Escrito por Carolyn Leigh y Cy Coleman.
- Publicado por Morley Music Co. (ASCAP), ©1957, Renewed 1985 Notable Music Company, Inc. (ASCAP), Todos los derechos obo Notable Music Company, Inc. Administrado por BMG Rights Management (US) LLC. Usado con permiso. Todos los derechos reservados.
- Producido, Grabado y Mezclado por RS en casa (2012), asistido por Bunny Lake.

℗ 2012 Lost Music Ltd
- Robert Smith: Voz e Instrumentos.

Robert Smith aparece por cortesía de Lost Music.
Praise Be New Holland
- Interpretado por Winona Ryder.
- Música por Danny Elfman.
- Letra por John August y Danny Elfman.
- Publicado por Wonderland Music Company, Inc. (BMI). Todos los derechos reservados.
- Producido por Danny Elfman.

℗ 2012 Walt Disney Records

### Rendimiento en Listas
| Año  | Lista                                             | Máxima posición |
| ---- | ------------------------------------------------- | --------------- |
| 2012 | Álbumes de bandas sonoras de Billboard de EE. UU. | 6               |